# 克林頓 (阿拉巴馬州)
克林頓（英語：Clinton）是一個位於美國阿拉巴馬州格林縣的非建制地區。該地的面積和人口皆未知。

## 地理
克林頓的座標為32°54′49″N 87°59′33″W / 32.91361°N 87.99250°W，而該地最高點為海拔高度49米（即161英尺）。